# 栗駒ダム
栗駒ダム（くりこまダム）は、宮城県栗原市、一級河川・北上川水系三迫川（さんのはさまかわ）に建設されたダムである。
宮城県「北部地方振興事務所」「栗原地域事務所」「栗駒ダム管理事務所」が管理する堤高57mの重力式コンクリートダムの都道府県営ダムで、迫川支流の三迫川の治水とかんがい・発電を主目的とした補助多目的ダムであり、ダムによって形成された人造湖は栗駒湖（くりこまこ）と命名された。

## 周辺
ダム湖周辺の森は栗駒国定公園の指定区域であり、沼ヶ森水源の森として水源の森百選に選定されている水源かん養保安林となっている。